# Minnesott Beach
Minnesott Beach est une ville américaine située dans le comté de Pamlico dans l'État de Caroline du Nord. En 2010, sa population était de 440 habitants.

## Démographie
| 1980 | 1990 | 2000 | 2010 | - | - |
| ---- | ---- | ---- | ---- | - | - |
| 171  | 266  | 311  | 440  | - | - |

## Source de la traduction
- (en) Cet article est partiellement ou en totalité issu de l’article de Wikipédia en anglais intitulé « Minnesott Beach, North Carolina » (voir la liste des auteurs).